# 三重県道543号赤目口停車場線
三重県道543号赤目口停車場線（みえけんどう543ごう あかめぐちていしゃじょうせん）は、三重県名張市を通る一般県道である。

## 概要
名張市赤目町丈六から名張市結馬に至る。

### 路線データ
- 起点：名張市赤目町丈六（近鉄大阪線 赤目口駅前、三重県道567号赤目滝線上）
- 終点：名張市結馬（赤目口交差点、国道165号交点）
- 総延長：988 m

## 歴史
- 1959年（昭和34年）1月25日 - 路線認定[1]。

## 路線状況

### 重複区間
- 三重県道567号赤目滝線（名張市赤目町丈六（起点） - 名張市赤目町丈六・赤目町丈六交差点）

### 道路施設

#### 橋梁
- 赤目口橋（宇陀川、名張市）

## 地理

### 通過する自治体
- 三重県
  - 名張市

### 交差する道路
| 交差する道路                       | 交差する場所 | 交差する場所        |
| ---------------------------------- | ------------ | ------------------- |
| 三重県道567号赤目滝線 重複区間起点 | 赤目町丈六   | 起点                |
| 三重県道567号赤目滝線 重複区間終点 | 赤目町丈六   | 赤目町丈六交差点    |
| 国道165号 / 初瀬街道               | 結馬         | 赤目口交差点 / 終点 |

### 交差する鉄道
- 近鉄大阪線

### 沿線
- 近鉄大阪線 赤目口駅
- 三十三銀行赤目支店